# ZiS-2
 (juillet 2014).
Si vous disposez d'ouvrages ou d'articles de référence ou si vous connaissez des sites web de qualité traitant du thème abordé ici, merci de compléter l'article en donnant les références utiles à sa vérifiabilité et en les liant à la section « Notes et références ».

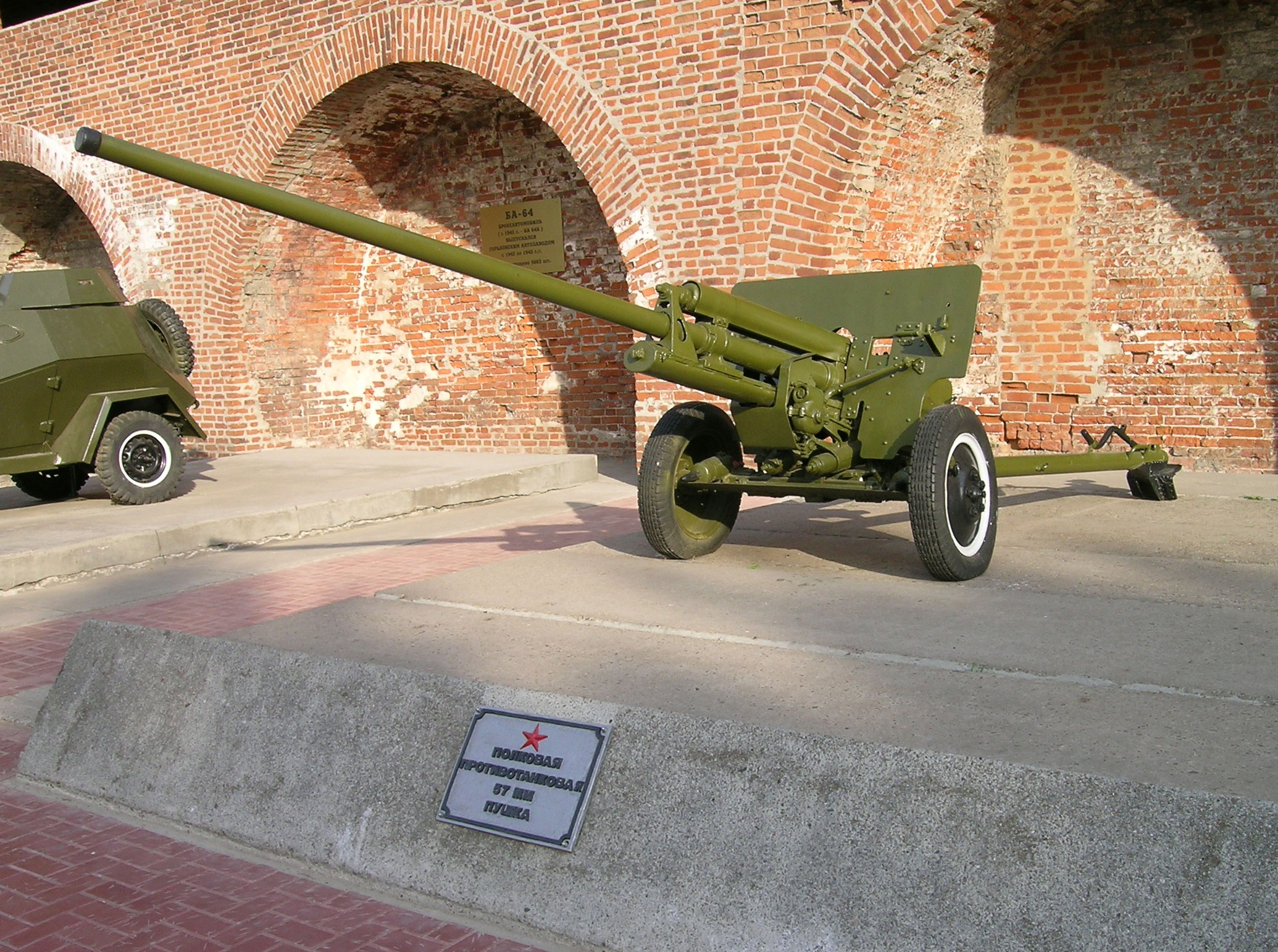
ZiS-2 au Kremlin de Nijni Novgorod, Russie.

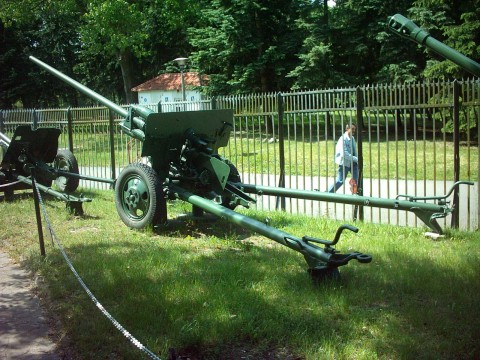
ZiS-2 modèle 1943 à la citadelle de Poznań, en Pologne.

Le ZiS-2 (en russe : 57-мм противотанковая пушка образца (ЗиС-2)), en forme complète canon antichar de 57 mm est un canon antichar de 57 mm utilisé par l'armée soviétique pendant la Seconde Guerre mondiale.
Il y en eut trois versions, toutes utilisées lors de la Grande Guerre patriotique :
- Le ZiS-2 Obr. 1931 (en russe : 57-мм противотанковая пушка образца 1931 года (ЗиС-2)), en forme complète canon antichar de 57 mm modèle 1931), produit à 371 exemplaires, et susceptible de percer 140 mm d'acier non incliné à 1 000 m. Certaines de ces armes furent réutilisées par les Allemands en 1941, qui les montèrent sur des tracteurs d'artillerie modifiés, créant ainsi le SdKfz 6 mit 5,7cm Pak 208(R). Ce bricolage fut réalisé à peu d'exemplaires faute de munitions disponibles[1].
- Le ZiS-2 Obr. 1941 (en russe : 57-мм противотанковая пушка образца 1941 года (ЗиС-2)), en forme complète canon antichar de 57 mm modèle 1941).
- Le ZiS-2 Obr. 1943 (en russe : 57-мм противотанковая пушка образца 1943 года (ЗиС-2)), en forme complète canon antichar de 57 mm modèle 1943).

Les ZiS-4 et ZiS-4M étaient des versions adaptées pour devenir l'arme principale de certains chars de combat.
ZiS signifie « Zavod imeni Stalina » (en russe : Завод имени Сталина, « usine au nom de Staline »), le nom officiel de la fabrique d'artillerie no 92  de Moscou, qui a commencé la production de ce canon.

## Description
Le canon antichar de 57 mm modèle 1941 (ZiS-2) était un canon semi-automatique avec un bloc de culasse ouvrant verticalement. Lors du tir, la culasse s'ouvrait et se fermait automatiquement, laissant comme seule tâche au chargeur de placer un obus dans le réceptacle. Grâce à cette caractéristique, la cadence de tir pouvait atteindre 25 coups par minute. L'arrière-train dépliable et le carénage de protection du canon était hérités du canon divisionnaire ZiS-3. Le train de roulement avait des suspensions à ressorts hélicoïdaux, qui permettaient d'atteindre des vitesses de remorquage de 50 km/h sur autoroute, 30 km/h sur piste et 10 km/h en tout-terrain. Le canon pouvait aussi être attelé à un caisson, et tiré par six chevaux. Les ZiS-2 étaient équipés d'un viseur panoramique PP1–2.

## Développement
Le canon antichar de 57 mm « ZiS-2 » était l'une des nombreuses productions de l'ingénieur Vassili Grabine et de son équipe de l'usine ZiS.
Au début de 1940, le bureau d'études de V. G. Grabine reçut du Département de l'Artillerie l'ordre de développer un canon antichar puissant. Le chef de ce département, le maréchal Grigori Koulik, et son état-major estimaient que l'utilisation par l'URSS de tanks lourdement blindés pendant la guerre russo-finlandaise n'avait pas échappé à l'Allemagne nazie, et allait déboucher sur le développement d'engins de combat similaires. Il est aussi possible que le Département ait été influencé par la propagande allemande faite autour du « supertank » expérimental à plusieurs tourelles, le NbFz : ce véhicule était crédité d'un blindage supérieur à celui qu'il avait en réalité.
C'est pourquoi Grabine et son bureau furent guidés par les caractéristiques du char lourd national KV-1, avec ses 40 à 75 mm de blindage. De l'avis des ingénieurs, le calibre optimal dans ce cas était le 57 mm. La vitesse et la masse d'un projectile perforant de 57 mm lui donnaient suffisamment d'énergie cinétique pour vaincre un blindage de 90 mm, tout en gardant au canon suffisamment de légèreté, mobilité et facilité de dissimulation. Toutefois cette décision avait une conséquence ennuyeuse : ce calibre étant nouveau pour l'Armée rouge, il entraîna le développement d'une nouvelle munition en partant de zéro. Celle-ci combinait une douille de 76,2 mm avec un nouvel obus perforant de 57 mm, pesant 3,14 kg
La nouvelle pièce, d'abord nommée « F-31 », était dérivée du canon divisionnaire F-24 de 76,2 mm, dont pratiquement seul le canon était changé. Elle avait une vitesse initiale de 1 000 m/s.
Les premiers prototypes furent prêts en octobre 1940, et furent opposés à une autre pièce conçue par Grabine : le ZiS-1KV, utilisant la même munition mais avec un canon long de 86 calibres donnant une vitesse initiale de 1 150 m/s, monté sur l'affût du F-22USV, le tout pesant 1 650 kg. Cependant, après les essais qui eurent lieu en février et en mars 1941, on constata que ce dernier avait une durée de vie d'environ 50 coups, ce qui, ajouté à son poids excessif, provoqua l'arrêt du projet. Le F-31, lui fut accepté à la production sous le nom de ZiS-2 ou canon antichar modèle 1941, et la production démarra le 1er juin.
Le 1er décembre 1941, les maréchaux Voronov et Govorov stoppèrent la production après 371 exemplaires, et ce pour trois raisons :
- L'absence de chars lourds allemands : tous ceux de cette époque étaient percés à des distances normales par les calibres de 45 mm déjà en service. La munition perforante de 57 mm avait tendance à traverser les chars allemands de part en part, sans provoquer beaucoup de dégâts à l'intérieur.
- Son prix prohibitif, principalement dû à son canon long de 4 m.
- L'absence de munitions d'une qualité suffisante, les obus perforants produits à cette époque ayant tendance à se fragmenter plutôt que de perforer.

En juin 1942, cependant, son affût fut réutilisé pour construire une nouvelle pièce divisionnaire de 76,2 mm, le ZiS-3, pendant que l'artillerie antichar recevait des canons de 45 mm, moins chers à produire (quelques régiments antichars reçurent malgré tout des ZiS-3, capables de vaincre n'importe quel blindé allemand jusqu'à la fin de 1942). Son canon, lui, fut monté en juillet sur des T-34 sous une forme légèrement modifiée, le ZiS-4.
Le 6 juin 1942, Grabine fit tester un modèle avec un canon raccourci à 63,5 calibres, nommé IS-1, mais il ne fut pas accepté par l'armée rouge.
L'apparition des chars Tigre I puis Panther changea l'équilibre des forces en faveur des Allemands. Les canons de 45 mm modèle 1942 pouvaient seulement percer le blindage latéral des Panther, tandis que le ZiS-3 réussissait seulement à pénétrer les côtés et le mantelet du canon. Contre les Tigre, le ZiS-3 n'était efficace qu'à courte portée (jusqu'à 300 m), et les pièces de 45 mm étaient presque inutiles. Le besoin d'un canon plus puissant se faisait sentir et comme des munitions d'une qualité suffisante étaient maintenant disponibles, le 15 juin 1943, on remit en production le ZiS-2 sous le nom de canon antichar de 57 mm modèle 1943. La pièce resta en production toute la guerre : 9 645 exemplaires furent produits jusqu'en 1945.
En 1948, l'usine no 235 testa une version modernisée du ZiS-2, le V22, qui ne fut pas produite. Mais en 1957, elle produisit des kits de vision de nuit APN-57 ou APNZ-55, qui furent adaptés sur des canons existants en donnant naissance au ZiS-2N, puis des munitions HEAT en 1958.

### Utilisation
Les ZiS-2s furent employés par les sections antichars des unités d'infanterie et par les unités antichars de la réserve du haut-commandement, la plupart d'entre elles étant des régiments d'artillerie antichar (en russe : Истребительный Противотанковый Артиллерийский Полк, abrégé ИПТАП).

### Canon embarqué
Le ZiS-2 fut aussi installé sur quelques véhicules. En 1941, environ une centaine de canons ZiS-2 furent montés sur des châssis de chenillette T-20 Komsomolets (tracteur de canon) pour créer le chasseur de chars ZiS-30.
Une version du ZiS-2 nommée ZiS-4 fut aussi montée sur le T-34. En 1941, désireux d'améliorer les performances antichars du T-34, les membres du bureau d'études Morozov expérimentèrent le ZiS-4. Seuls quelques rares exemplaires du T-34-57 furent construits, et utilisés comme chasseurs de chars. L'idée refit surface en 1943, dès que l'Allemagne commença à déployer les Tigre et Panther lourdement blindés. Encore une fois, seul un nombre limité d'exemplaires fut produit, équipés d'une version profondément remaniée du canon, le ZiS-4M. Bien que le canon à haute vélocité ait une capacité de pénétration de blindage supérieure à celle du canon F-34, le faible poids de ses obus signifiait qu'il ne pouvait pas tirer une munition explosive adéquate pour un usage généraliste. La solution ultime pour ce char fut de dessiner une nouvelle tourelle, permettant l'utilisation d'un canon de 85 mm. Ce modèle fut appelé T-34-85.
Le canon ZiS-2 fut aussi installé dans au moins trois prototypes différents du canon d'assaut SU-76 (SU-74, SU-76D et SU-57B).  Aucun ne fut mis en production.

### Après-guerre
Au vu de l'amélioration rapide du blindage des chars, le ZiS-2 perdit rapidement son intérêt en tant qu'antichar. Dans l'artillerie antichar soviétique, il fut remplacé au milieu des années 1950 par des canons de 100 mm plus performants. Toutefois, sa petite taille et sa faible masse le firent rester en service beaucoup plus longtemps dans les troupes aéroportées soviétiques. Le fût profondément remanié du ZiS-2 fut utilisé dans le canon d'assaut aéroporté ASU-57. Ce fut l'amélioration rapide des armes antichars autopropulsées (RPG, missiles) qui signa l'arrêt de mort définitif du ZiS-2. Tous les exemplaires survivants du ZiS-2s sont des pièces de musée ou de mémorial.

## Renseignements techniques
| Caractéristiques générales |                                                      |
| Longueur du tube:          | 72,9 calibres                                        |
| Calibre :                  | 57 mm                                                |
| Poids :                    | 1 150 kg en ordre de tir 1 800 kg en ordre de route. |
| Élévation maximale         | 55°                                                  |
| Portée maximale            | 8 400 m                                              |
| Vitesse initiale           | 1 000 m/s                                            |
| Perforation à 1 000 m      | 140 mm de blindage non incliné (obus BR-271N)        |
| Cadence de tir             | 13 à 15 coups par minute                             |
| Équipage :                 | 4                                                    |